# 7 Seconds (canción)
«7 Seconds» es una canción compuesta por Youssou N'Dour, Neneh Cherry, Cameron McVey y Jonathan Sharp. Fue lanzada en 1994 en forma de single por N'Dour y Cherry, alcanzando la posición número uno en varios países. En Francia se mantuvo en este lugar durante 16 semanas, un récord del momento. El tema ganó también el MTV Europe Music Award a la mejor canción de 1994.

## Vídeo
El tema contó con un vídeo musical en blanco y negro dirigido por el director francés Stéphane Sednaoui. Representa a personas de diferentes etnias caminando mientras N'Dour y Cherry cantan, intercalado con primeros planos de sus rostros. Fue subido a YouTube en octubre de 2009 y en octubre de 2023 contaba ya con más de 158,600,500 reproducciones.

## Recepción
El periódico sueco Aftonbladet describió la canción como "flotantemente etérea y celestialmente hermosa". La revista Cashbox opinó de ella como "un atrayente dueto que combina las vocales roncas de N'Dour y la voz dulce y angelical de Cherry en un paseo ingenioso y releajado de gran potencial radiofónico". Eloise Parker comentó en su libro de 2010 1001 Songs You Must Hear Before You Die que "el alma de '7 Seconds' es la voz sentida de N'Dour, cantando en wolof y francés, realzada por el evocador coro en inglés de Cherry". Wendi Cermak de The Network Forty describió la canción como "cautivadora". Erik Eriksson del periódico noruego Rogalands Avis la llamó "la canción romántica-nightclub perfecta". Ronny Trælvik deTroms Folkeblad la consideró una "gema irresistible".